# Carlos und Elisabeth
Carlos und Elisabeth ist ein deutscher Stummfilm aus dem Jahre 1924 von Richard Oswald mit Conrad Veidt und Dagny Servaes in den Hauptrollen eines unglücklichen Liebespaares.

## Handlung
Im Mittelpunkt des optisch prunkvoll gestalteten Geschehens steht, in freier Anlehnung an Motive Friedrich Schillers Don Karlos und der Historie, die ebenso leidenschaftliche wie tragische und unglücklich verlaufende Liebe zwischen dem spanischen Infanten und Thronfolger Don Carlos und der Prinzessin Elisabeth von Valois. Beide wurden einst einander versprochen. Doch der königliche Vater des Don Carlos, Philipp von Spanien, versucht das junge Glück mit allen Mitteln zu verhindern, hat er doch ein Auge auf das junge Edelfräulein geworfen.
Seine Motive sind alles andere als edel. Er beansprucht Elisabeth für sich und nimmt sich das Vorrecht, sie nicht nur seinem Sohn unter der Nase wegzuschnappen, sondern sie auch noch – gegen ihren Willen – zu heiraten. Don Carlos und Elisabeth treffen sich auch weiterhin heimlich und hecken einen Plan aus, gemeinsam zu fliehen. Doch der Plan fliegt auf, und König Philipp händigt seinen eigenen Sohn der Heiligen Inquisition aus. Sein Vater weist das eingereichte Gnadengesuch zurück, und so stirbt Don Carlos bei einer grausamen Hinrichtung. Don Philipps Triumph ist nur von kurzer Dauer. Elisabeth ist daraufhin nicht mehr Willens, ohne ihren Geliebten weiterzuleben und folgt Carlos freiwillig in den Tod. Der despotische Monarch bleibt als gebrochener Mann zurück.

## Produktionsnotizen und Hintergrund
Carlos und Elisabeth – Untertitel: Ein Drama von Liebe und Eifersucht – wurde in den letzten Monaten des Jahres 1923 gedreht. Der Film, bestehend aus einem Vorspiel und fünf Akten, passierte am 20. Februar 1924 die Zensur und wurde am 26. Februar 1924 in den Richard-Oswald-Lichtspielen in Berlin uraufgeführt. 
Es handelt sich um den letzten großen Kostümfilm im Rahmen von Oswalds Reihe ebenso kostspieliger wie ausstattungsprächtiger Großproduktionen (Lady Hamilton, Lucrezia Borgia). Nachdem die teure Carlos und Elisabeth-Verfilmung die kommerziellen Erwartungen nicht erfüllen konnte und überdies bisweilen harsch kritisiert wurde, kehrte Oswald anschließend zur Herstellung sehr viel schmaler budgetierter Filme zurück.
Conrad Veidt spielt hier eine Doppelrolle: Im Vorspiel verkörpert er den alten König Karl V., während er im eigentlichen Film den Don Carlos, dessen Enkel, spielt. Veidts massiger Kollege Eugen Klöpfer hat hingegen (optisch betrachtet) Mühe, in jungen Jahren einen glaubwürdigen jungen Infanten Philipp zu geben, während er später den erwachsenen König von Spanien, den Vater von Carlos, darstellt.
Die Filmbauten entwarf O. F. Werndorff, ausgeführt von Josef Junkersdorff. Werndorff zeichnete auch für die Kostümgestaltung verantwortlich.

## Kritik
Die Filmkritik reagierte auf Oswalds letzten Großfilm unter seinen Stummfilminszenierungen zum großen Teil heftig ablehnend, auch wenn die Schaupracht der Inszenierung bisweilen gelobt wurde.
Starkritiker Herbert Ihering urteilte im Berliner Börsen-Courier scharf: „Wenn Richard Oswald noch einmal beweisen wollte, daß er der Regisseur für moderne Affären ist, der Regisseur für Kurfürstendamm- und Apachenvorfälle, für Gesellschaftskomödien und Hintertreppengeschichten (im guten, im spannend filmischen Sinne), so konnte er das nicht vollendeter tun, als mit seinem Film Carlos und Elisabeth. (…) Zwischen Apachenroheit und bürgerlicher Sentimentalität schwankt der Film hin und her. Und um diese Sphären in eine höhere Welt zu heben, wird Spanien und die Inquisition, werden Kostüme, herrliche Landschaften und fabelhafte Photographien aufgeboten! Aber der Film hat darüber hinaus, nur leeres (und sei es selbst geschmackvolles) zu bieten, wenn dieser Aufwand dramaturgisch nicht bestätigt wird. Carlos und Elisabeth – einen bedenklicheren Rückschritt konnte der deutsche Film nicht machen. (…) Der deutsche Film hat in diesem Jahre so viel erreicht, daß er diesen Rückschritt überwinden wird. Den Rückschritt im Geschmack, aber auch im filmdramaturgischen Handwerk. Ein so miserables Manuskript wie dieses – man muß lange suchen, bis man Vergleiche findet. Und die Schauspieler? Conrad Veidt als Carlos gibt eine erstarrte verkrampfte Wiederholung früherer Gestalten. Dagny Servaes, die sehr gut aussieht, entfaltet sich nicht im Spiel. Klöpfer verwischt den Philipp. Und Egede Nissen hat für die Eboli zwar Klarheit der Geste, aber sie spielt die Range vom Kurfürstendamm. Kühne gibt die Karikatur seines Domingo. Welch eine Darstellung, aus der Adolf Klein als ein Meister des beherrschten Gesichts hervorragt! Zur Zeit von ‘Schall und Rauch‘ gab es Bühnenparodien des Don Carlos. Dies ist die Filmparodie des Don Carlos.“
Iherings Kollege Willy Haas kam im Film-Kurier zu folgendem Schluss: „Eugen Klöpfer als König Philipp. Sein Gesicht schon füllt jeden dekorativen Rahmen, auch den breitesten und pompösesten. Eigentlich das Gesicht eines stolzen Bauernadeligen, eines Oberhofbauern, eines Alkalden von Zalamea (er müsste herrlich in dieser Rolle sein), leuchtend vor Machtbewußtsein, Selbstgefühl, beinahe angeschwellt vor übermächtiger Lebensfreude, maßlos im Genuß wie in der Verzweiflung. Ist das "König Philipp"? Warum nicht! Aus der bloßen finsteren Starrheit heraus war der Rahmen nicht mit tragischem Leben zu füllen – es wäre unter der Übermacht der dekorativen Ornamente selbst zum Ornament erstarrt. Dieser Philipp ist ein Kondottiere, eine Renaissance-Bestie, – aber schon untergraben, am Zusammenstürzen vor dem skrupulös-zerfaserten, intellektuellen Basiliskenblick der katholischen Inquisition. Ihm gegenüber steht zweimal – als Don Carlos und dessen Großvater Karl V. zugleich – Conrad Veidt: der ganz Zerfallende, ganz Zerfurchte: einmal – als Karl V. – dort, wo er schon ganz innerlich fertig ist mit dieser Welt; dann – als Don Carlos – wo er, haltlos und zweifelnd zutiefst, ein bleicher, junger Neurastheniker, doch noch einmal, mit der unnatürlich forcierten Kraft des Neurasthenikers, die Ketten verzweifelt zu zerreißen sucht  – die sich doch, und gerade deshalb, enger und enger zusammenziehen, bis zum heroisch-melancholisch-don-quichotesten Ende. (…) Der Gesamteindruck dieser handfesten, zuweilen brutalen, immer ganz bewußt volkstümlichen Tatsache ist – prachtvoll. Manchmal wie der Eindruck eines ungezähmten Raubtieres. Manchmal wie das Traumschwelgen eines Kindes. Aber "das Publikum in seiner Gesamtheit steht auf dem Plateau etwa eines zehnjährigen Kindes", hat Richard Oswald einmal gesagt. Er malt die Traumorgien eines solchen wilden Knaben nach – und was noch Kind, ist zum Schluß nicht nur ganz benommen – sondern auch: was Mann in uns großen Kindern ist, ist ganz eingenommen.“
In der Lichtbild-Bühne war zu lesen: „Lebendig ist dieser Film, und er würde es zweifellos in noch höherem Maße sein, wenn man sich dazu verstehen würde, aus der übergroßen Länge der dem Vorspiel folgenden fünf Akte etwas herauszuschneiden; selbst wenn es auf Kosten der Augenweide ginge, die uns die schönen Bilder dieses Werkes bereiten. – Hierfür ein besonderes Wort des Dankes für Otto Werndorff, den Schöpfer der Bauten und Kostüme, der auch hier seine bisher beste Leistung gab und nicht zum wenigsten dazu beitrug, daß der Stil der Zeit in vollendeter (und trotzdem nie aufdringlicher) Weise getroffen wurde. – Sehr schön auch die in Italien gewählten Motive, die ebensogut photographiert sind wie die Innenaufnahmen. In der Darstellung versagte Klöpfer leider völlig als junger Philipp; zu massiv, um diesen ehrgeizigen Jüngling glaubhaft zu machen; auch beim alten Philipp war nur die Maske gut, das Spiel aber merkwürdig sprunghaft und wenig verinnerlicht. – Die beste darstellerische Leistung gab Klein als Großinquisitor, und dann Veidt, der besonders im Vorspiel, als Karl V. (ein geistreicher Einfall, Großvater und Enkel von demselben Darsteller spielen zu lassen) von stellenweise erschütternder Wirkung war, der es aber auch als Carlos, der Prinz, verstand, nicht nur gut auszusehen, sondern auch dieser keineswegs leichten Rolle feinste Nuancen abzugewinnen. – Nur das erste dieser beiden Attribute kann man der Elisabeth von Dagny Servaes nachrühmen; darstellerisch stärker war, besonders im ersten Teil, die Eboli Egede Nissens.“
Stefan Großmann urteilte in Das Tage-Buch: „In diesem Falle aber tun die ahnungslosen Lober Herrn Oswald einen miserablen Dienst. Selbst wenn man nämlich das bekannte Dienstmädchen als Zuschauerin zitiert, muß man sagen, daß die Arbeit mißlungen ist. Ein Film, der nicht einmal den Dualismus der Kontraste beachtet, der zwei Stunden lang nur Hofintrigue und Hofleichen bietet – ohne einen einzigen hellen Einschnitt – ein so monoton-historisierender Film gewinnt auch das Dienstmädchen nicht. Gewiß verliert Oswald, der Manuskriptschreiber, sein Dienstmädchen keinen Augenblick aus dem Auge. Wenn er z.B. die Redewendung »Philipp stürzte seinen Vater vom Throne« in der Weise filmisch illustriert, daß der Kronprinz den Regenten vor seinem Hofstaat buchstäblich die sechs oder sieben Stufen vom Throne herunterwirft, so bedeutet dies schon eine Übertreibung des filmischen Anschauungsunterrichtes. So handgreiflich war es in Schlossers Weltgeschichte nicht gemeint. Oswald stellt sich zuweilen zu schwere Aufgaben, z. B. wenn er versucht, eine Textzeile: »Indessen gärt es im Volke« filmisch auszudrücken. Die armen Schauspieler müssen dann drei Minuten gären. Das Schlimmste, gerade vom Dienstmädchenstandpunkt, ist, daß Oswald sich ganz eng an die Vorgänge des Schiller'schen »Carlos« gehalten hat. Manches, z. B. die Posa-Tragödie, bleibt deshalb unverständlich. Und es gab eine so bilderreiche, erquickende, lebensprühende Ergänzung, nämlich den De Costerschen Ulenspiegel, der ja auch im Schatten des düsteren Philipp und seines Alba steht. Sie sind, lieber Oswald, zu vielseitig. Ein beschäftigter Regisseur, ein ausgezeichneter Konzertleiter und noch ein geschickter Textbuchschreiber – nein, Sie muten sich zu viel zu. „Carlos und Elisabeth“ war schon im Buch mißglückt!.“
Balthasar (d. i. Roland Schacht) schrieb in Das Blaue Heft: „Was mir zu bestätigen scheint, daß ich mit dieser Auffassung recht habe, ist, dass „Carlos“ das Endglied einer Entwicklungskette ist. Man kann gewiß bedauern, daß Oswald sich vom Spielfilm abgewandt hat. Aber von „Lady Hamilton“ über „Lucrezia Borgia“ zu „Carlos und Elisabeth“ führt eine konsequente Linie zur immer stärkeren Verdichtung des Bildmäßigen. Man konnte „Lady Hamilton“ als ein schwaches Produkt des Konkurrenzehrgeizes ablehnen, man konnte vor „Lucrezia“ schwanken, ob man sie wegen der Zerrissenheit und Unausgeglichenheit des Manuskripts und der unzulänglichen Besetzung der Titelrolle verdammen oder wegen der Neuartigkeit des Bildmäßigen loben sollte (was die wenigsten getan haben), man kann auch diesen Film, weil einem »die ganze Richtung« nicht paßt, bei Seite stellen. Aber man kann nicht verkennen, daß er Neues will und Neues gibt und daß er voller Schönheiten ist.“